# Peter Carpenter
Peter Carpenter (Cardiff, 6 dicembre 1891 – Golders Green, 21 marzo 1971) è stato un aviatore britannico.
Il Capitano Peter Carpenter fu un Asso dell'aviazione gallese della prima guerra mondiale accreditato con 24 vittorie, di cui 19 sul fronte italiano.

## Biografia
Peter Carpenter è nato a Cardiff, in Galles, da Peter S. e Jane Carpenter, che avevano altri otto figli. L'anziano Peter Carpenter era un marinaio che possedeva una barca e lavorava al Canale di Bristol ed agli approcci occidentali. Carpenter ha frequentato la National School di Grange Town di Cardiff, fino all'età di 14 anni. A scuola era una star del Rugby a 15.
All'età di 17 anni, entrò a far parte della Spillers & Baker Company come impiegato; intorno al 1910, divenne rappresentante per loro nel loro ufficio di Stockport.
Entrò a far parte dei Public Schools Battalions nel 1915 e fu assegnato al 24 Training Battalion come istruttore. Ha giocato a rugby nella sua squadra del battaglione. Si trasferì al 19 Battalion ed andò in Francia con loro come sergente il 14 novembre 1915. Giocò anche per la squadra di rugby di questo battaglione fino a che non si ruppe una gamba durante una partita. Fu quindi trasferito all'Istituto di accoglienza. Da lì, si trasferì al Royal Flying Corps, nominato come temporary second lieutenant il 17 marzo 1917.

## Nell'aviazione
Carpenter ha iniziato la sua carriera di pilota con il 5 Reserve Squadron; il suo primo volo fu il 21 marzo 1917. Si esibì in solitaria il 7 aprile dopo cinque ore di doppia istruzione. Passò ad un addestramento avanzato dopo aver accumulato altre sette ore e 40 minuti. In questa fase di allenamento, con il 34 Reserve Squadron, si è schiantato l'11 giugno dopo un guasto al motore rimanendo incolume. Si è specializzato nell'addestramento avanzato con 84 ore di volo ed è stato assegnato per pilotare un Sopwith Camel con il No. 45 Squadron RAF il 14 settembre 1917.
Il 20 settembre, si è tuffato su quattro Albatros D.V vicino ad Ypres, in Belgio, sparando 30 colpi contro uno, mettendolo fuori combattimento, uscendo dopo un breve combattimento con gli altri tre.
Distrusse altri quattro avversari, diventando un asso il 15 novembre.
Il 45 Squadron fu quindi trasferito sul fronte italiano dove Carpenter distrusse altri tre aerei nemici nel gennaio 1918. Il 29 gennaio, tre giorni dopo la vittoria numero otto, rientra in patria fino al 20 febbraio.
Al suo ritorno, è stato trasferito al No. 66 Squadron RAF come leader "B Flight", dal 27 febbraio. Ha segnato il suo primo giorno da flight leader con il suo nono trionfo.
Il 30 marzo 1918 volando con Harold Ross Eycott-Martin ed Alan Jerrard, fu coinvolto nel combattimento con il quale verrà assegnata la Victoria Cross a Jerrard; Carpenter rivendicò l'abbattimento di uno dei sei caccia Albatros in questa battaglia (anche se i registri austro-ungarici indicano tre aerei danneggiati).
Le sue 24 vittorie consistevano in 15 abbattimenti, 2 condivisi e 7 "fuori controllo".

## Il dopoguerra
Carpenter ha fondato una compagnia di spedizioni dopo la guerra, ma fu vittima della Grande depressione ed assunse la posizione di direttore generale presso l'ufficio londinese della Metropolitan Life Insurance Company di New York, successivamente rilevata dalla Legal & General. Carpenter rimase con la compagnia finché non andò in pensione. Durante la seconda guerra mondiale ha prestato servizio nella No.13 Company, 20th Battalion, della Home Guard del Middlesex.
Carpenter morì il 21 marzo 1971.